# Elecciones presidenciales de Macedonia de 2009
Las elecciones presidenciales Macedonia de 2009 se celebraron en dos vueltas, el 22 de marzo y el 5 de abril, al no haber alcanzado la mayoría en la primera vuelta ninguno de los candidatos. Estas elecciones presidenciales son las cuartas celebradas en el país desde su independencia de la República de Yugoslavia en 1991. El Presidente Branko Crvenkovski dijo que no se presentaría a la reelección.

## Desarrollo

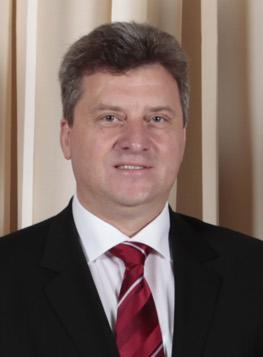
George Ivanov, ganador de las elecciones.

Cerca de 7.500 observadores, 7.000 macedonios y 500 extranjeros, supervisaron las votaciones en 3.000 colegios electorales. Debido a los disturbios que empañaron las elecciones parlamentarios de 2008, la seriedad de estas elecciones fue vista por la Unión Europea, como una prueba para la posible adhesión del país a la Unión. El Parlamento Macedonio modificó para estas elecciones el porcentaje mínimo de participación necesaria en la segunda vuelta, rebajando desde el 50% al 40% el porcentaje mínimo para validar las elecciones, previendo la baja participación.
El 25 de enero de 2009 el VMRO-DPMNE, el mayor partido del parlamento macedonio, nombró a George Ivanov candidato a la elección presidencial. El 26 del mismo mes, la Unión Socialdemócrata de Macedonia, el mayor partido de la oposición, propuso al exministro del Interior, Ljubomir Frčkoski, como su candidato para estas elecciones.
Las encuestas daban en enero de 2009 el 31,2% de los votos al candidato del VMRO-DPMNE y al líder de la Unión Socialdemócrata de Macedonia el 11,4%. Otra encuesta realizada en febrero dio a Ivanov el 27%, a Frčkovski el 13%, a Boškoski el 10%, a Selmani el 9% y al resto de candidatos el 18%. Según esta encuesta en segunda vuelta Ivanov se impondría a Frčkovski con un 36% y un 21% respectivamente, aunque con un alto porcentaje de indecisos. Una encuesta realizada poco antes del comienzo de las elecciones dio a Ivanov la victoria con un 23,1% sobre Selmani con el 13,3% y Frčkovski con un 9,7%, el porcentaje de indecisos era entonces del 23,9%.
En la primera vuelta 1.792.082 macedonios estaban llamados a las urnas, de los cuales acudieron 1.011.441 lo que representaba el 56,44% del censo.
Las intensas nevadas y el mal tiempo afectó a la apertura de 134 colegios, donde 12.556 personas tenían derecho a voto, menos del 1% del censo. Sin embargo las autoridades postergaron en estas zonas las votaciones para que todos los electores pudieran ejercer su derecho.
Durante la primera vuelta el derechista Ivanov, obtuvo el 35,6% de los votos que al no haber obtenido la mayoría suficiente disputará la presidencia en segunda vuelta contra el socialdemócrata Ljubomir Frčkoski, que con el 20,45% quedó en segunda posición. El líder del partido de los albaneses macedonios Imer Selmani y el independiente Ljube Boskoski quedaron en tercera y cuarta posición con el 14,99% y el 14,87% respectivamente.
Junto a las presidenciales se celebraron elecciones en 84 municipios, entre ellos la capital Skopie.
La segunda vuelta que tuvo lugar el 5 de abril, dio como claro vencedor al candidato conservador George Ivanov, con un 63,14% de los votos. La participación se situó en el 42,61% superando así el 40% exigido para dar validez a estas elecciones.

## Candidatos
Siete partidos presentaron candidatos a la presidencia en estas elecciones.
- George Ivanov - Organización Revolucionaria Interna de Macedonia - Partido Democrático para la Unidad Nacional Macedonia (VMRO-DPMNE)
- Ljubomir Frčkovski - Unión Socialdemócrata de Macedonia
- Nano Ružin - Partido Democrático Liberal
- Ljube Boskoski - Candidato independiente
- Agron Buxhaku - Unión Democrática para la Integración
- Mirushe Hoxha - Partido Democrático de los Albaneses
- Imer Selmani - Nueva Democracia

## Resultados
| Candidato (partido)                                      | 1ª vuelta | 1ª vuelta | 2ª vuelta | 2ª vuelta |
| -------------------------------------------------------- | --------- | --------- | --------- | --------- |
| Candidato (partido)                                      | votos     | %         | votos     | %         |
| George Ivanov (VMRO-DPMNE)                               | 343.374   | 35,06     | 453.616   | 63,14     |
| Ljubomir Frčkoski (Unión Socialdemócrata de Macedonia)   | 200.316   | 20,45     | 264.828   | 36,86     |
| Imer Selmani (Nueva Democracia)                          | 146.795   | 14,99     | -         | -         |
| Ljube Boškoski (Candidato independiente)                 | 145.638   | 14,87     | -         | -         |
| Agron Buxhaku (Unión Democrática para la Integración)    | 73.567    | 7,51      | -         | -         |
| Nano Ružin (Partido Democrático Liberal)                 | 39.645    | 4,05      | -         | -         |
| Mirushe Hoxha (Partido Democrático de los Albaneses)     | 30.281    | 3,09      | -         | -         |
| Total                                                    | 979.616   | 100,00    | 759.421   | 100,00    |
| Fuente: Republic of Macedonia state election commission. |           |           |           |           |